# Governo Benediktsson II
Il Governo Benediktsson II è stato il 47º governo dell’Islanda, in carica dal 9 aprile al 22 dicembre 2024, retto da Bjarni Benediktsson del Partito dell'Indipendenza. 
Esso si è formato in seguito alle dimissioni del precedente esecutivo.
L’esecutivo è un governo di coalizione composto, come il precedente, dal Partito dell'Indipendenza, dal Sinistra - Movimento Verde e dal Partito Progressista. Insieme, i partiti operano come un governo di maggioranza. 
Il 13 ottobre, in seguito a diverse divergenze e tensioni all’interno della maggioranza su alcune politiche di governo, il Primo ministro, Bjarni Benediktsson, dichiara le dimissioni dell’esecutivo, recandosi dunque dalla Presidente Halla Tómasdóttir al fine di formalizzarle ed indire così, vista l’impossibilità di ricostituire una maggioranza, nuove elezioni. Il governo ha cessato di essere in carica dal successivo 22 dicembre.
Il governo si componeva di dodici ministri, di cui cinque del Partito dell'Indipendenza, quattro del Partito Progressista e tre del Sinistra - Movimento Verde.

## Situazione parlamentare
| Camera  | Collocazione | Partiti                           | Seggi   |
| ------- | ------------ | --------------------------------- | ------- |
| Althing | Maggioranza  | SSF (17), FSF (13), V-G (8)       | 38 / 63 |
| Althing | Opposizione  | S (6), F (6), P (6), C (5), M (2) | 25 / 63 |

## Composizione
Partito dell'Indipendenza (SSF)
     Partito Progressista (FSF)
     Sinistra - Movimento Verde (V-G)
| Funzione                            | Titolare | Titolare | Titolare                             | Partito |
| ----------------------------------- | -------- | -------- | ------------------------------------ | ------- |
| Primo ministro                      |          |          | Bjarni Benediktsson                  | SSF     |
| Affari esteri                       |          |          | Þórdís Kolbrún Reykfjörð Gylfadóttir | SSF     |
| Finanze e Affari economici          |          |          | Sigurður Ingi Jóhannsson             | FSF     |
| Infrastrutture                      |          |          | Svandís Svavarsdóttir                | V-G     |
| Giustizia                           |          |          | Guðrún Hafsteinsdóttir               | SSF     |
| Scienza, Industria ed Innovazione   |          |          | Áslaug Arna Sigurbjörnsdóttir        | SSF     |
| Alimentazione                       |          |          | Bjarkey Gunnarsdóttir                | V-G     |
| Ambiente, Energia e Clima           |          |          | Guðlaugur Þór Þórðarson              | SSF     |
| Istruzione ed Affari della gioventù |          |          | Ásmundur Einar Daðason               | SSF     |
| Affari sociali e Mercato del lavoro |          |          | Guðmundur Ingi Guðbrandsson          | V-G     |
| Salute                              |          |          | Willum Þór Þórsson                   | FSF     |
| Turismo, Commercio e Cultura        |          |          | Lilja Dögg Alfreðsdóttir             | FSF     |